# Хьон Син Джон
Хьон Син Джон (кор. 현승종, 玄勝鍾, Hyeon Seungjong, Hŏn Sŭngchong; 26 січня 1919 — 25 травня 2020) — корейський військовик і політик, двадцять четвертий прем'єр-міністр Республіки Корея.

## Біографія
Народився в японській колоніальній провінції Корея, в провінції Хейан-нандо (нині — територія КНДР). 1937 року закінчив школу у Пхеньяні, потім до 1943 року навчався в Імператорському університеті Пекіна.
Під час Другої світової війни служив у сухопутних силах самооборони Японії до 1943 року. Після здобуття Південною Кореєю незалежності він служив у національних ВПС. Згодом брав участь у Корейській війні.
Після завершення війни займався викладацькою діяльністю в університеті Сонгюнгван (Сеул), потім — в університеті Халлім (Чхунчхон).
У жовтні 1992 року президент Ро Де У призначив Хьон Син Джона на посаду голови Уряду Республіки Корея. Обіймав посаду до завершення терміну повноважень президента 25 лютого 1993 року.
2008 року він очолив комітет з підготовки до святкування 60-річчя Республіки Корея.
Помер 25 травня 2020 року. На момент смерті Хьон Син Джону виповнився 101 рік, таким чином він був найстарішим серед відомих очільників держав світу.